# Weißsee
Weißsee är en sjö i Österrike.   Den ligger i förbundslandet Salzburg, i den centrala delen av landet, 300 km väster om huvudstaden Wien. Weißsee ligger 2 229 meter över havet. Arean är 0,41 kvadratkilometer. Den sträcker sig 0,8 kilometer i nord-sydlig riktning, och 0,8 kilometer i öst-västlig riktning.
Trakten runt Weißsee består i huvudsak av gräsmarker. Runt Weißsee är det ganska glesbefolkat, med 26 invånare per kvadratkilometer.